# Liste der Trainer von Monarcas Morelia
Die nachstehende Liste beinhaltet alle Trainer der Fußballmannschaft von Monarcas Morelia seit dem letzten Aufstieg in die Primera División zur Saison 1981/82 bis zum Verkauf des Franchise an den Mazatlán FC nach der Saison 2019/20. 
Am längsten im Amt war der frühere mexikanische Nationaltorhüter Antonio Carbajal, der als erster Spieler an fünf Fußball-Weltmeisterschaften teilnahm. Er betreute die Monarcas von Januar 1985 bis September 1995. Insgesamt dreimal und für die Gesamtdauer von etwa sechs Jahren betreute Tomás Boy, Kapitän der mexikanischen Nationalmannschaft bei der WM 1986 im eigenen Land, die Mannschaft im Zeitraum zwischen 1996 und 2012. Den bisher einzigen Meistertitel im Winter 2000 gewann Morelia unter der Regie von Luis Fernando Tena, der 2008/09 noch einmal die Monarcas trainierte und als Cheftrainer der mexikanischen Olympiaauswahl die Goldmedaille beim olympischen Fußballturnier 2012 gewann. Den einzigen Pokalsieg feierten die Monarcas in der Apertura 2013 unter der Regie des Argentiniers Carlos Bustos.
| Spielzeit    | Trainer                                                                 | Spielzeit        | Trainer                                                                                               |
| ------------ | ----------------------------------------------------------------------- | ---------------- | --- |
| 1981/82      | Diego Malta (MEX) / José Moncebáez (MEX)                                | 1982/83          | José Moncebáez (MEX) / Elías Muñoz (MEX) / José Luis Aceves (MEX)                                     |
| 1983/84      | Edelmiro Arnauda (MEX)                                                  | 1984/85          | Edelmiro Arnauda (MEX) / Roberto González (MEX) / Antonio Carbajal (MEX)                              |
| Prode '85    | Antonio Carbajal (MEX)                                                  | México '86       | Antonio Carbajal (MEX)                                                                                |
| 1986/87      | Antonio Carbajal (MEX)                                                  | 1987/88          | Antonio Carbajal (MEX)                                                                                |
| 1988/89      | Antonio Carbajal (MEX)                                                  | 1989/90          | Antonio Carbajal (MEX)                                                                                |
| 1990/91      | Antonio Carbajal (MEX)                                                  | 1991/92          | Antonio Carbajal (MEX)                                                                                |
| 1992/93      | Antonio Carbajal (MEX)                                                  | 1993/94          | Antonio Carbajal (MEX)                                                                                |
| 1994/95      | Antonio Carbajal (MEX)                                                  | 1995/96          | Antonio Carbajal (MEX) / Carlos Miloc (URU) / Guadalupe Díaz (MEX) / Enrique Meza (MEX)               |
| Invierno '96 | Jesús Bracamontes (MEX) / Tomás Boy (MEX)                               | Verano '97       | Tomás Boy (MEX)                                                                                       |
| Invierno '97 | Eduardo Solari (ARG)                                                    | Verano '98       | Eduardo Solari (ARG)                                                                                  |
| Invierno '98 | Tomás Boy (MEX)                                                         | Verano '99       | Tomás Boy (MEX)                                                                                       |
| Invierno '99 | Tomás Boy (MEX)                                                         | Verano '00       | Tomás Boy (MEX)                                                                                       |
| Invierno '00 | Luis Fernando Tena (MEX)                                                | Verano '01       | Luis Fernando Tena (MEX)                                                                              |
| Invierno '01 | Luis Fernando Tena (MEX) / Miguel Ángel Russo (ARG)                     | Verano '02       | Miguel Ángel Russo (ARG) / Rubén Omar Romano (ARG)                                                    |
| Apertura '02 | Rubén Omar Romano (ARG)                                                 | Clausura '03     | Rubén Omar Romano (ARG)                                                                               |
| Apertura '03 | Rubén Omar Romano (ARG)                                                 | Clausura '04     | Rubén Omar Romano (ARG) / Antonio Mohamed (ARG)                                                       |
| Apertura '04 | Eduardo Acevedo (URU)                                                   | Clausura '05     | Ricardo Ferretti (BRA)                                                                                |
| Apertura '05 | Ricardo Ferretti (BRA)                                                  | Clausura '06     | Darío Franco (ARG)                                                                                    |
| Apertura '06 | Hugo Hernández (MEX) / Marco Antonio Figueroa (CHI)                     | Clausura '07     | Marco Antonio Figueroa (CHI)                                                                          |
| Apertura '07 | José Luis Trejo (MEX) / David Patiño (MEX)                              | Clausura '08     | David Patiño (MEX) / Luis Fernando Tena (MEX)                                                         |
| Apertura '08 | Luis Fernando Tena (MEX)                                                | Clausura '09     | Luis Fernando Tena (MEX) / Tomás Boy (MEX)                                                            |
| Apertura '09 | Tomás Boy (MEX)                                                         | Bicentenario '10 | Tomás Boy (MEX)                                                                                       |
| Apertura '10 | Tomás Boy (MEX)                                                         | Clausura '11     | Tomás Boy (MEX)                                                                                       |
| Apertura '11 | Tomás Boy (MEX)                                                         | Clausura '12     | Tomás Boy (MEX)                                                                                       |
| Apertura '12 | Rubén Omar Romano (ARG)                                                 | Clausura '13     | Rubén Omar Romano (ARG) / Carlos Bustos (ARG)                                                         |
| Apertura '13 | Carlos Bustos (ARG)                                                     | Clausura '14     | Carlos Bustos (ARG) / Eduardo de la Torre (MEX) / Roberto Hernández Ayala (MEX) / Ángel Comizzo (ARG) |
| Apertura '14 | Ángel Comizzo (ARG) / José Guadalupe Cruz (MEX)                         | Clausura '15     | Alfredo Tena (MEX) / Roberto Hernández Ayala (MEX)                                                    |
| Apertura '15 | Enrique Meza (MEX)                                                      | Clausura '16     | Enrique Meza (MEX)                                                                                    |
| Apertura '16 | Enrique Meza (MEX) / Roberto Hernández Ayala (MEX) / Pablo Marini (ARG) | Clausura '17     | Pablo Marini (ARG) / Roberto Hernández Ayala (MEX)                                                    |
| Apertura '17 | Roberto Hernández Ayala (MEX)                                           | Clausura '18     | Roberto Hernández Ayala (MEX)                                                                         |
| Apertura '18 | Roberto Hernández Ayala (MEX)                                           | Clausura '19     | Roberto Hernández Ayala (MEX) / Gastón Obledo (MEX) / Javier Torrente (ARG)                           |
| Apertura '19 | Javier Torrente (ARG) / Pablo Guede (ARG)                               | Clausura '20     | Pablo Guede (ARG)                                                                                     |